# گورستان گهرو
گورستان گهرو مربوط به دوره صفوی است و در گهرو، داخل شهر واقع شده و این اثر در تاریخ ۸ مرداد ۱۳۸۱ با شمارهٔ ثبت ۵۹۹۷ به‌عنوان یکی از آثار ملی ایران به ثبت رسیده است.